# Клыково (Калужская область)
Клы́ково — село в Козельском районе Калужской области. Входит в состав Сельского поселения «Село Бурнашево».
Расположено на правом берегу речки Серёна. На северо-западе, левом берегу находится село Бурнашево, в 1 км на западе — деревня Богдановка.
В Клыково находится мужской монастырь Козельской епархии Русской православной церкви — Спаса Нерукотворного пустынь.

## История
Входило в состав Бурнашевской волости Козельского уезда.
Как свидетельствуют исторические документы, в 1782 году владельцем села Клыкова и сельца Богдановки (в Козельском районе), что на правой стороне реки Серёны, был статский советник Анисим Титович Князев.
В 1783 году его имение отписали за долги санкт-петербургскому банку. Имение выкупил в 1786 году племянник — Иван Иванович Князев и составил доверенность, в которой возложил полное управление и распоряжение недвижимым имением своему дяде, бывшему владельцу имения.
В 1803 году в документах обозначен уже другой землевладелец — коллежский асессор Николай Петрович Хлебников — сын известного библиофила Петра Кирилловича Хлебникова.
В 1805 году имением в селе Клыково владел полковник Фёдор Маркович Полторацкий, сын Марка Фёдоровича Полторацкого.
В 1826 году хозяином имения являлся гвардии поручик Александр Фёдорович Полторацкий, сын предыдущего владельца.
Село и сельцо (барская усадьба) стояли на правой стороне реки Серены. Славилось садами и питомником. Построек барской усадьбы в Клыкове не сохранилось, уцелели два больших деревянных одноэтажных флигеля с западной стороны усадьбы (постройки конца 19 века). Сохраняется большой ряд старых вязов по границе барской усадьбы.
До 1829 года в селе Клыково существовала деревянная церковь во имя святого Николая Чудотворца. Известно, что в 1804—1823 годах в ней служил священник Иоанн Лихачёв, рукоположённый архиепископом Калужским и Боровским Феофилактом (Русановым).
В 2001 году на месте восстанавливаемого каменного храма Спаса Нерукотворного обустройство монастыря Спаса Нерукотворного пустынь. 
Женский монастырь в честь святых Жен-мироносиц. Открыт в 2023 году.

## Население
| 1859 | 1897 | 1913 | 2002 | 2010 |
| ---- | ---- | ---- | ---- | ---- |
| 294  | ↗304 | ↗425 | ↘56  | ↘34  |